# Mu Lupi
Mu Lupi (μ Lup) es un sistema estelar de magnitud aparente +4,27 en la constelación de Lupus.

## Componentes del sistema
Mu Lupi es una estrella triple cuya componente principal, Mu Lupi A, tiene magnitud aparente +4,92.
Es una estrella blanco-azulada de la secuencia principal de tipo espectral B8Ve.
Su temperatura efectiva es de aproximadamente 14.480 K y —como otras estrellas análogas— rota muy deprisa, siendo su velocidad de rotación proyectada de 282 km/s.
Posee una masa de 4,5 masas solares.
Mu Lupi B tiene magnitud +5,05 y es una estrella A0 de 4,3 masas solares.
La separación visual entre las componentes A y B es de 1,1 segundos de arco y el período orbital de esta binaria es de unos 329 años.
La luminosidad conjunta de estas dos estrellas es 190 veces superior a la luminosidad solar.
La tercera estrella del sistema, Mu Lupi C, tiene magnitud +7,05 y visualmente se encuentra a 22,65 segundos de arco del par AB. 
Es una estrella blanca de la secuencia principal de tipo A2/A3V —semejante por ejemplo a Mizar A (ζ Ursae Majoris)— con una masa 2,2 masas solares.
Completa una órbita alrededor de Mu Lupi AB cada 27.400 años.

## Posible compañera subestelar
El estudio de Mu Lupi en banda K ha permitido observar un tenue objeto a 6,15 segundos de arco de Mu Lupi AB.
De acuerdo a modelos teóricos, su masa es de solo 0,05 masas solares, por lo que puede ser una enana marrón.
Este sistema estelar se encuentra a 291 años luz del sistema solar y forma parte de la asociación estelar Scorpius-Centaurus.
Tiene una edad aproximada de 112 millones de años.